# Chotakanshirda, Haliyal
Chotakanshirda là một làng thuộc tehsil Haliyal, huyện Uttara Kannada, bang Karnataka, Ấn Độ.